# Tigon British Film Productions
La Tigon British Film Productions (o più semplicemente Tigon) era una casa di produzione cinematografica britannica che funzionava anche da catena di distribuzione. Fondata nel 1966 da Tony Tenser, si distinse nel genere horror.

## Filmografia parziale
- Il killer di Satana (The Sorcerers) (1968)
- Il mostro di sangue (The Blood Beast Terror) (1968)
- Mini Weekend (1968)
- Il grande inquisitore (Witchfinder General) (1968)
- Black Horror - Le messe nere (Curse of the Crimson Altar) (1968)
- What's Good for the Goose (1969)
- Il buio (The Haunted House of Horror) (1969)
- Zeta uno (Zeta One) (1969)
- Galaxy Horror - Anno 2001 (The Body Stealers) (1969)
- Sandy the Seal (1969)
- La vampira nuda (La vampire nue) (1970)
- Terrore e terrore (Scream and Scream Again) (1970)
- 1917 (1970) - cortometraggio
- El coleccionista de cadáveres (1970)
- I piacevoli giochi di Monique ragazza alla pari (Monique) (1969)
- The Beast in the Cellar (1970)
- La pelle di Satana (Blood on Satan's Claw) (1971)
- Criniera selvaggia (Black Beauty) (1971)
- La texana e i fratelli Penitenza (Hannie Caulder) (1971)
- I magnifici sette peccati (The Magnificent Seven Deadly Sins) (1971)
- Doomwatch - I mostri del 2001 (Doomwatch) (1972)
- Love in Our Time (1972)
- Messe nere per le vergini svedesi (Virgin Witch) (1972)
- Né mare né sabbia (Neither the Sea Nor the Sand) (1972)
- Oh! Calcutta! (1972)
- Le femmine sono nate per fare l'amore (Au Pair Girls) (1972)
- Il terrore viene dalla pioggia (The Creeping Flesh) (1973)
- Come Play With Me (1977)